# ایلینکا باسیلا
ایلینکا باسیلا (به انگلیسی: Ilinca Băcilă) (زاده ۱۷ اوت ۱۹۹۸) خواننده رومانیایی است.
او در مسابقه آواز یوروویژن ۲۰۱۷ به همراه الکس فلوره‌آ نماینده رومانی بود .